# 圣菲亚克
圣菲亚克（法語：Saint-Fiacre，法語發音：[sɛ̃ fjakʁ] ⓘ）是法国塞纳-马恩省的一个市镇，属于莫城区。

## 地理
圣菲亚克（48°55'21"N, 2°57'14"E）面积2.75 平方千米，位于法国法蘭西島大區塞纳-马恩省，该省份为法国北部内陆省份，北起瓦兹省，西接埃松省、马恩河谷省、塞纳-圣但尼省和瓦兹河谷省，南至卢瓦雷省，东南接约讷省，东临马恩省和奥布省，东北接埃纳省。
与圣菲亚克接壤的市镇（或旧市镇、城区）包括：布蒂尼、菲布莱讷、维勒马勒伊。

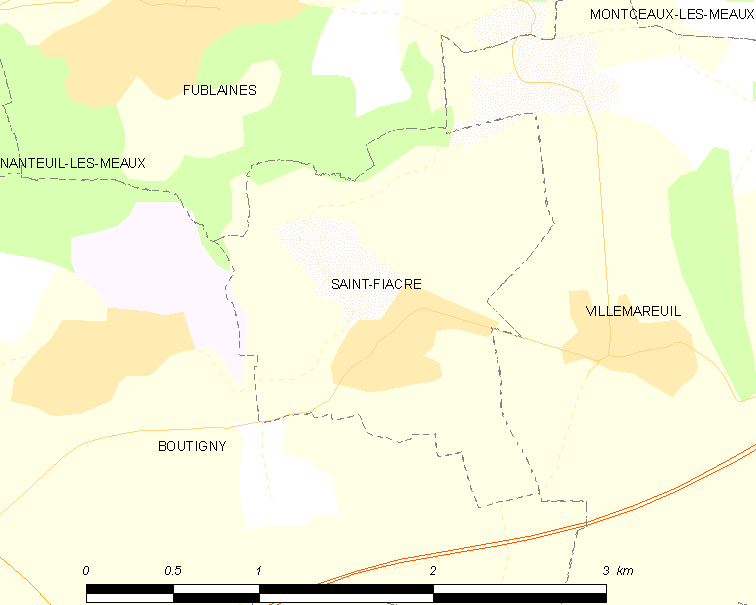
圣菲亚克的OSM定位图

圣菲亚克的时区为UTC+01:00、UTC+02:00（夏令时）。

## 行政
圣菲亚克的邮政编码为77470，INSEE市镇编码为77408。

## 政治
圣菲亚克所属的省级选区为塞里斯县。

## 人口

1962-2008年间圣菲亚克人口变化图示

圣菲亚克于2022年1月1日时的人口数量为490人。